# Rogeriusz Binkowski
Rogeriusz Walenty Binkowski OFM (ur. 11 stycznia 1833 w Ostrobudkach pod Rawiczem, zm. 3 marca 1904 w Nowym Mieście Lubawskim) – polski kapłan, franciszkanin, minister prowincjalny Prowincji Niepokalanego Poczęcia NMP w Prusach i w Wielkim Księstwie Poznańskim w latach 1873–1890.

## Życiorys
O. Rogeriusz Binkowski przyszedł na świat w wielkopolskiej wsi Ostrobudki koło Rawicza (parafia Golejewko) 11 stycznia 1833 w rodzinie Jana i Katarzyny Nejczyk. Do Zakonu Braci Mniejszych − franciszkanów − wstąpił w klasztorze w Wejherowie (Prowincja Niepokalanego Poczęcia NMP w Prusach i w Wielkim Księstwie Poznańskim) 13 marca 1858. Profesję uroczystą złożył 13 marca następnego roku. Przygotowujące do kapłaństwa studia filozoficzno-teologiczne odbył w latach 1859-1862 we Łąkach Bratiańskich i Wejherowie. Na kapłana wyświęcił go bp Jerzy Jeschke, sufragan chełmiński 28 kwietnia 1861. Po święceniach pracował w Miejskiej Górce, Łąkach Bratiańskich i Nowym Mieście Lubawskim, m.in. pełniąc urząd gwardiana, lektora teologii i prefekta studiów. W latach 1870–1873 był definitorem prowincjalnym. Kapituła prowincjalna, która miała miejsce w klasztorze w Łąkach Bratiańskich 28 sierpnia 1875, został wybrany prowincjałem.
Gdy w wyniku pruskiej ustawy z 31 maja 1875 o zniesieniu zakonów reformacka Prowincja Niepokalanego Poczęcia NMP w Prusach i w Wielkim Księstwie Poznańskim przestała formalnie istnieć, władze zakonu przedłużyły mu mandat prowincjała do 30 kwietnia 1890. W tym okresie przebywał najpierw w klasztorze w Łąkach Bratiańskich, a następnie, po jego zamknięciu przez władze państwowe, przeniósł się do Nowego Miasta Lubawskiego, gdzie w latach 1880–1884 był proboszczem. Uratował przed spaleniem łaskami słynącą figurę Matki Boskiej Łąkowskiej, wynosząc ją z płonącego kościoła klasztornego w Łąkach Bratiańskich. Figurę umieszczono w ołtarzu głównym fary w Nowym Mieście. O. Binkowski zabiegał o zwrot klasztoru. Był kapelanem w miejscowym więzieniu. W 1889 wziął udział w kapitule generalnej w Rzymie.
Zmarł na wylew krwi do mózgu 3 marca 1904 w Nowym Mieście. Został pochowany na miejscowym cmentarzu 7 marca 1904.